# Polisportiva Bellator Frusino 1934-1935
Questa pagina raccoglie i dati riguardanti  la Polisportiva Bellator Frusino nelle competizioni ufficiali della stagione 1934-1935.

## Rosa
| N. |                   | Ruolo | Calciatore         |
| -- | ----------------- | ----- | ------------------ |
|    | Italia (bandiera) | D     | Giacinto Bavazzano |
|    | Italia (bandiera) | A     | Cassese            |
|    | Italia (bandiera) | C     | Dante Corengia     |
|    | Italia (bandiera) | C     | Adelmo De Rosa     |
|    | Italia (bandiera) | D     | Arcangelo Di Reda  |
|    | Italia (bandiera) | P     | Giovanni Filomena  |
|    | Italia (bandiera) | C     | Natale Luoni       |

| N. |                   | Ruolo | Calciatore           |
| -- | ----------------- | ----- | -------------------- |
|    | Italia (bandiera) | P     | Paolo Molardenti     |
|    | Italia (bandiera) | P     | Marameo              |
|    | Italia (bandiera) | A     | Oronzo Pugliese      |
|    | Italia (bandiera) | A     | Francesco Rastelli   |
|    | Italia (bandiera) | D     | Fernando Scascinelli |
|    | Italia (bandiera) | A     | Turriziani           |
|    | Italia (bandiera) | C     | Vittori              |